# 埃里克·费恩斯滕
埃里克·罗伯特·费恩斯滕（英語：Eric Robert Fernsten，1953年11月1日—），美国NBA联盟前职业篮球运动员。他在1975年的NBA选秀中第4轮第8顺位被克里夫兰骑士选中。